# Heodes caeruleopunctata
Heodes caeruleopunctata är en fjärilsart som beskrevs av Schultz. Heodes caeruleopunctata ingår i släktet Heodes och familjen juvelvingar. Inga underarter finns listade i Catalogue of Life.